# گورتزنیو
گورتزنیو (به ایتالیایی: Gorzegno) یک کومونه در ایتالیا است که در استان کونیو واقع شده‌است.

## خصوصیات
گورتزنیو ۱۳٫۸ کیلومترمربع مساحت و ۳۶۲ نفر جمعیت دارد.